# 향동로 (인천 김포)
향동로(Hyangdong-ro)는 경기도 김포시 양촌읍에서 인천광역시 서구 금곡동까지 이르는 인천광역시도 및 김포시도로, 총 연장은 874m이다. 이름이 유래된 것은 지역 명칭을 인용한 것에서 유래하였다.

## 역사
- 2009년 7월 10일 : 도로명으로 향동로를 고시

## 주요 경유지
- 김포시
  - 양촌읍 (대포리)
- 서구 (인천광역시)
  - 금곡동

## 접촉하는 도로
- 직결 : 황금로
- 교차 : 봉수대로
- 간접 접촉 : 중봉대로

## 주요 건물 및 시설
- 천주교 청룡교회 (향동로 61/금곡동 639-4)
- 김포교회 (향동로 62/금곡동 산 9-1)
- 정문개발 (향동로 82/금곡동 633-1)